# A Japán Filmakadémia díja
A Japán Filmakadémia díja (日本アカデミー賞, eredeti nevén Nippon Akademí-só) az amerikai Oscar-díjnak megfelelő japán díj, amit 1978 óta osztanak a japán filmművészetben. A díjátadót, ahol az előző évben megjelent filmeket díjazzák, minden év februárjában vagy márciusában rendezik meg,

## Jelölés

### Kategóriák
| Kategória neve                  | Eredeti elnevezés    |
| ------------------------------- | -------------------- |
| Legjobb film                    | Szakuhin-só          |
| Legjobb rendező                 | Kantoku-só           |
| Legjobb animációs film          | Animéson szakuhin-só |
| Legjobb forgatókönyv            | Kjakuhon-só          |
| Legjobb férfi főszereplő        | Suen danjú-só        |
| Legjobb női főszereplő          | Suen dzsojú-só       |
| Legjobb férfi mellékszereplő    | Dzsoen danjú-só      |
| Legjobb női mellékszereplő      | Dzsoen dzsojú-só     |
| Legjobb operatőr                | Szacuei-só           |
| Legjobb idegen nyelvű film      | Gaikoku szakuhin-só  |
| Legjobb vágás                   | Hensú-só             |
| Legjobb hangvágás               | Rokuon-só            |
| Legjobb látványtervezés/díszlet | Bidzsucu-só          |
| Legjobb vizuális effektek       | Sómei-só             |
| Legjobb zene                    | Ongaku-só            |
| Az év új színésze               | Sindzsin haijú-só    |
| Népszerűségi-díj                | Vadai-só             |
| Külön egyesületi díj            | Kjókai tokubecu-só   |
| Elnöki különdíj                 | Kaicsó tokubecu-só   |